# Njemačka fronta rada
Njemačka fronta rada (njem. Deutsche Arbeitsfront, akr. DAF), njemački sindikat pod nadzorom nacionalsocijalističke partije, koji je zastupao radnike kod poslodavaca.
DAF je osnovan 10. svibnja 1933. pod vodstvom Roberta Leya. 